# Can Basil
Can Basil és una masia d'Olot (Garrotxa), catalogada com a bé cultural d'interès local.

## Descripció
Envoltada de vegetació, està situada en una terrassa superior, separada de les Fonts de Sant Roc per l'antic carrilet..
Es tracta d'una masia de planta irregular, formada per un cos principal de planta baixa i dues plantes pis i la resta de construccions al voltant d'un pati a la façana oest, formant tot plegat un recinte tancat. L'edifici principal, de planta quadrada, té una composició amb obertures i eixos verticals. A la planta superior les finestres més petites es repeteixen en línia. A la façana nord-est hi ha una eixida que dona al riu Fluvià.